# Мирновка (река)
Мирновка (укр. Мирнівка) — река в северной части степного Крыма, длиной 15 километров с площадью бассейна 270 км². Исток Мирновки находится в районе села Вишняковка Красногвардейского района, на высоте 18 м, протекает по территории Джанкойского района в северо-восточном направлении. На северной окраине Джанкоя принимает справа единственный значительный приток — реку Степная, впадает, примерно в 3 км севернее села Митюрино, в обширный заболоченный лиман-солончак Сиваша, образуя своеобразный эстуарий (Керлеутская пойма) с рекой Победная (лагунно-заливный тип без выраженного устьевого участка). Максимальный сток по наблюдениям 1939 года составил 45,3 м³/сек. Ложе балки состоит из аллювиальных (пойменных) суглинков и супесей, сверху покрытых лугово-каштановыми солонцеватыми почвами и их сочетаниями с лугово-степными солонцами. Река, практически, на всём протяжении канализирована, создано несколько водохранилищ, в схеме Северо-Крымского канала носит название ГК-4 (гидроколлектор № 4), по которому сбрасывается в Сиваш до 60 млн м³ воды в год. Водоохранная зона балки установлена в 100 м.
По доступным источникам, ранее маловодная балки — нынешняя река — названия не имела и водотоком не являлась: согласно «Списку населённых мест Таврической губернии по сведениям 1864 года», существовавшие в балке современной реки селения Отар и Джоргун располагались при колодцах. Лишь после переименования деревни Джургун в Мирновку, в 1860-х годах, название закрепилось и за балкой. Начало водотока находилось, примерно, в 1,2 км к юго-западу от Мирновки, сток сильно зависел от наличия или отсутствия осадков: максимум — 45,3 м³/с, был зафиксирован в 1939 году.

## Исток реки
Согласно книге «Современные ландшафты Крыма и сопредельных акваторий» исток Мирновки должен был бы находиться в районе села Вишняковка Красногвардейского района, на высоте 18 м.
После открытия в 1966 году Северо-Крымского канала количество водотоков (в основном, сбросового типа) сильно выросло и ныне определить место истока затруднительно.
Согласно Генеральному плану сельского поселения Яркополенское Джанкойского района исток реки располагается у домовладения № 30 по улице Победная села Находка на высоте 28 м, при этом в картографических материалах генплана река подписана как «река Мирновка (ГК-4)»; на то, что река в настоящее время представляет собой коллектор ГК-4, указывает также справочник «Поверхностные водные объекты Крыма».
В то же время на карте Единой электронной картографической основы Росреестра (2019—2022) исток реки Мирновки указан рядом с сельским домом культуры села Калинино Красногвардейского района на высоте 31 м.